# Gourmand World Cookbook Awards
El Gourmand World Cookbook Awards és un premi internacional, obert a totes les llengües, que es dona als treballs que tenen a veure amb el periodisme i la literatura gastronòmica, de cuina i de receptes.
Es van fundar pel francès Edouard Cointreau l'any 1995. La participació és lliure, fent-se primer una selecció per país i d'entre ells s'escull el "millor del món".
Davant la intensa activitat editorial de Catalunya, Gourmand ha creat una competició especial per als llibres en llengua catalana. Enfront d'una mitjana de 100 països per any, els millors llibres de cuina i del vi de Catalunya, i darrerament també del País Valencià, han rebut diversos Gourmand Awards. Jaume Fàbrega l'ha obtingut en diverses ocasions. També Antoni Tugores Manresa ha estat guardonat en dues ocasions. A més, cal destacar els llibres d'Enric Ribera, Vicent Marquès Carbonell, Mireia Carbó, Ramon Morató entre d'altres. Després de rebre un Gourmand Award pel seu llibre Bojos per la Cirera, Laura Gosalbo va arribar a acords editorials per a traduir la seva obra a l'anglès i a l'alemany. Entre els títols valencians, l'escriptor Joan Garí va guanyar l'any 2018 en dos categories amb El rebost perfecte. La cuina de Miquel Barrera (Onada Edicions).

## El premi
Els objectius del premi són:
- Recompensar i honorar a aquells que cuinen amb paraules.
- Ajudar els lectors i afeccionats a la gastronomia a trobar els millors llibres.
- Ajudar els editors amb drets internacionals per a vendre i traduir les seves publicacions.
- Ajudar a les llibreries a l'hora de buscar i trobar els millors llibres de l'any.
- Permetre a llibres del món sencer l'accés als mercats majors en llengua anglesa, xinesa, espanyola, francesa, italiana i alemanya.
- Afavorir una tolerància enriquidora per a tots augmentant el respecte i el coneixement de les diferents cultures culinàries.

Els guanyadors de cada país s'anuncien al novembre i entren en la competició internacional Best in the World, que els seus premiats es coneixen a l'abril de l'any següent en un sopar de gal·la.

## L'impacte dels Gourmand World Cookbook Awards
- Els guanyadors augmenten considerablement la seva visibilitat en el mercat i augmenten les seves vendes, sovint acompanyades de reimpressions.
- Els drets internacionals cobren un interès predominants i es negocien traduccions.
- Els guanyadors disposen d'un adhesiu Gourmand perquè el llibre destaqui en llibreria.
- Transmeten comunicats de premsa als seus mitjans nacionals i locals, la qual cosa contribuïx a la fama mundial dels premis.
- Atorguen una presència perenne a Gourmand en les seves pàgines web, catàlegs d'editorials, biografies i llibres posteriors.

## Entregues de premis
Des de l'any 1995, cada any es fa una cerimònia de lliurament de premis a una ciutat diferent, que destaqui per a la seva gastronomia. A Catalunya es va fer a Barcelona l'any 2004. Les ciutats escollides han estat:
- 1995: Frankfurt, Alemanya
- 1996: Frankfurt, Alemanya
- 1997: París, França
- 1998: Périgueux, França
- 1999: Versalles, França
- 2000: Périgueux, França
- 2001: Sorges, França
- 2003: Brissac, França
- 2004: Barcelona, Espanya
- 2005: Orebro, Suècia
- 2006: Kuala Lumpur, Malàisia
- 2007: Beijing, Xina
- 2008: Londres, Regne Unit
- 2009: París, França
- 2010: París, França
- 2011: París, França
- 2012: París, França
- 2013: París, França
- 2014: Beijing, Xina
- 2015: Frankfurt, Alemanya

## Jurat
El jurat és cada any el mateix i està compost per cinc persones de quatre països diferents d'Europa i Amèrica:
- President del Jurat: Edouard Cointreau, fundador dels premis, França

- Membres del jurat:
  - Dun Gifford, president de l'Oldways Preservation Trust, USA
  - Príncep Franz-Wilhelm de Prússia, Alemanya
  - Jean Jacques Ratier, Comissari del Salon International du Livre Gourmand, França
  - Bo Masser, Director del Booktown Grythyttan, Suècia